# Teddy Duckworth

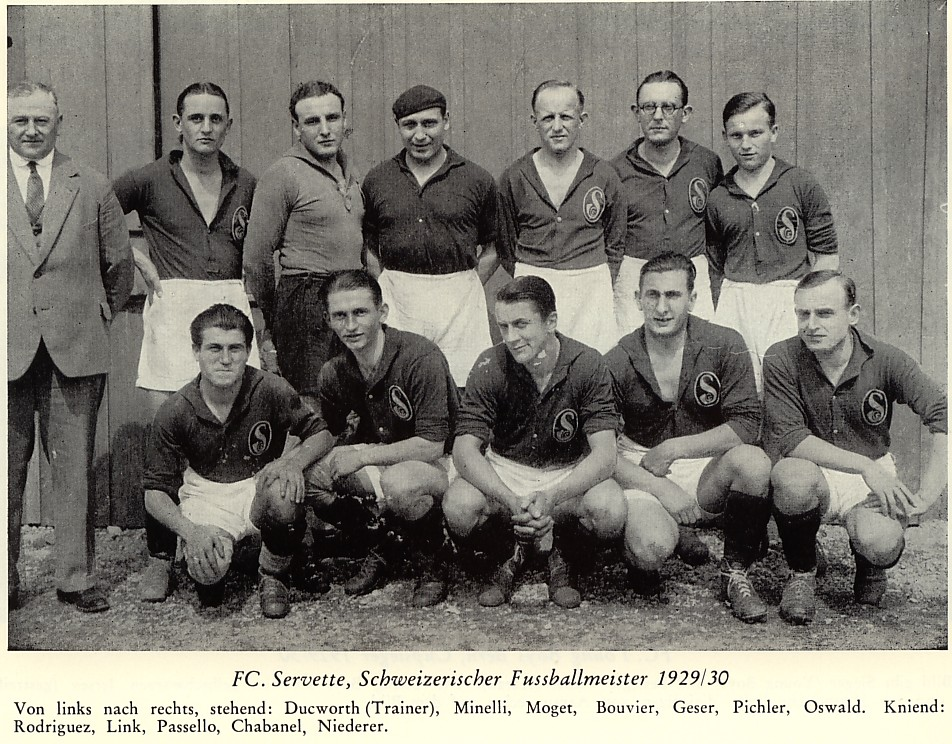
Das Meisterteam von Servette 1929/30, Teddy Duckworth stehend links

Teddy „Ducky“ Duckworth, eigentlich Thomas Crook Duckworth (* 1881 in Blackburn oder 1882 in Blackpool, England; † nach 1950) war ein englischer Fußballspieler und Fußballtrainer. Als Trainer gewann er mehrere Schweizer Meistertitel und führte die Schweizer Fußballnationalmannschaft mit der Silbermedaille bei den Olympischen Sommerspielen 1924 zu ihrem bis heute größten Erfolg.

## Vereinskarriere
Duckworth kam zur Saison 1902/03 von einem Amateurklub namens Blackpool Etrurians, für den er einige „bemerkenswert gute Spiele“ in der lokalen Blackpool Medal Competition bestritten haben soll, zum in der Football League Second Division spielenden Profiklub FC Blackpool. 1903 wechselte der Rechtsaußen nach London zu West Ham United in die Southern League. Dort schaffte er den Sprung in die erste Mannschaft nicht und kehrte bereits im November 1903 nach Lancashire zurück, wo er bei den Blackburn Rovers unterschrieb.
Seine Zeit bei den im Abstiegskampf stehenden Rovers war jedoch ebenfalls wenig erfolgreich. Duckworth brachte es nur jeweils zu einem Liga- bzw. Cupeinsatz. Bei seinem einzigen Ligaspiel, einer 0:1-Heimniederlage gegen The Wednesday am 1. Oktober 1904 stand übrigens der junge Fred „El Bombin“ Pentland mit ihm in einer Mannschaft, der 1920 Frankreich bei den Olympischen Spielen trainierte und in den 1920er und 1930er Jahren in Spanien vor allem bei Athletic Bilbao, große Erfolge haben sollte. Er kannte Pentland aber wohl bereits von gemeinsamen Anfängen bei Blackpool. Nach zwei Jahren verließ Duckworth die Blackburn Rovers um zu seinem Heimatklub zurückzukehren. Bei Blackpool wurde er wieder zum Stammspieler, ehe eine schwere Knieverletzung seiner Karriere ein jähes Ende setzte.

## Trainerkarriere
Während des Ersten Weltkriegs wurde Duckworth bei der Schlacht an der Somme schwer verwundet und musste anderthalb Jahre im Spital verbringen. Nach seiner Genesung vermittelte ein gemeinsamer Bekannter, der englische Rekordschwimmer David Billington, 1921 den Kontakt zur Vereinsführung des Servette FC Genève, welcher sich auf der Suche nach einem professionellen Betreuer befand. Duckworth erhielt den Posten und wurde damit erster hauptamtlicher Trainer des Vereins.
Der Engländer führte neue Trainingsmethoden ein und schickte die Spieler unter anderem auch zum Tanzunterricht. In der regionalen Meisterschaft der Westschweiz blieb Servette ungeschlagen und konnte sich in der Finalrunde auch gegen die beiden anderen Regionalmeister durchsetzen. Damit hatte Duckworth mit einer Mannschaft um Otto Fehlmann und Robert Pache schon in seiner Premierensaison den Titel geholt.
Im Jahr 1924 beschloss der Schweizer Verband, die Mannschaft für die Olympischen Sommerspiele in drei Regionalgruppen vorzubereiten, wobei Duckworth für die Westschweizer Gruppe verantwortlich war, während die beiden übrigen Gruppen von Jimmy Hogan und Izidor Kürschner trainiert wurden. Duckworth betreute die Nationalmannschaft schließlich während des Finalturniers in Paris, wo die Schweizer sensationell bis ins Finale kamen und schließlich der Mannschaft von Uruguay mit 0:3 unterlagen. Dies ist bis heute der größte Erfolg der Schweizer Fußballgeschichte und brachte den Schweizern neben der Silbermedaille auch den inoffiziellen Titel eines Europameisters ein.
Auf Vereinsebene blieb Duckworth mit Servette weiter erfolgreich und holte 1925 und 1926 zwei weitere Meistertitel sowie 1928 den ersten Cupsieg in der Vereinsgeschichte. Im Sommer 1929 verließ Duckworth die Granatroten, um nach Frankreich zu wechseln, wo er den Trainerposten bei Club sportif des Terreaux (heute Rhône Sportif) in Lyon übernahm, doch schon wenige Monate später kehrte er wieder zu Servette zurück, wo er die Mannschaft nach einem schlechten Saisonstart noch in die Finalrunde brachte, welche mit Siegen in allen vier Spielen überzeugend gewonnen wurde. Duckworth blieb noch eine weitere Saison beim Verein, ehe er vom bisherigen Spieler Karl Rappan abgelöst wurde.
Im August 1931 kehrte er nach Lyon zurück, um dort die Mannen von Olympique Universitaire, Teilnehmer am „Championnat du Lyonnais“, der „Gauliga“ von Lyon, bei dem man sich für die nationale Meisterschaft qualifizieren konnte, zu trainieren. Im ersten Jahr bildete Lyon OU dabei wohl eine Spielgemeinschaft mit AC Espagnol. Er blieb wahrscheinlich bis 1933 dort.
1935 trainierte er erstmals AS Saint-Étienne, etwa 60 km südwestlich von Lyon beheimatet, wo der dortige Präsident Pierre Guichard unter hohem Kostenaufwand eine Startruppe zusammengestellt hatte, um den Aufstieg in die 1932 geschaffene nationale erste Liga zu erzwingen. Das klappte nicht. Die Mannschaft erreichte am letzten Spieltag nicht den notwendigen Sieg und belegte aufgrund des schlechteren Torquotienten nur den dritten Platz. Daher holte Präsident Guichard für das nächste Spieljahr Zoltán Vágó als Trainer. Dem Ungarn, der in der Vorsaison den FC Rouen in die erste Liga führte, blieb hier aber das große Glück versagt und er wurde ebenso nur Dritter. In der Folgesaison wurde er am Ende des ersten Aprilwoche von Duckworth abgelöst, der wieder am letzten Spieltag unbedingt einen Sieg benötigte um den zweiten Platz zu sichern. Dank eines 7:3-Sieges am 30. Mai über US Tourcoing betrat St.-Étienne erstmals die Bühne des nationalen französischen Fußballs. Im ersten Jahr führte sich die Mannschaft Duckworths mit einem vierten Platz gut ein. „Papa“ Duckworth, wie er mittlerweile genannt wurde, sollte ASSE auch durch die Saison 1939–40 führen. Doch da kam der Krieg dazwischen.
1940 war Duckworth wieder bei Lyon Olympique Universitaire. Mit der Mannschaft belegte er nach dem Krieg in der ersten Liga den 15. Platz unter 18 Mannschaften. Theoretisch reichte das zum Klassenerhalt, eine Reorganisation der Liga beschied aber die Zweitklassigkeit. Es heißt, das Duckworth bei Lyon OU blieb. In der zweiten Liga wurde die Mannschaft allerdings zunächst nur Fünfter, was für den umgehenden Wiederaufstieg nicht genug war.
Als sich Mitte 1950 die Fußballer von Lyon OU abspalteten und den neuen Verein Olympique Lyon formten, wurde Duckworth der erste Trainer der Amateure des neuen Vereins. Über das weitere Leben Duckworths waren bislang keine Informationen zu eruieren.

## Erfolge
- Olympische Sommerspiele 1924: Silbermedaille
- Schweizer Meisterschaft: 1922, 1925, 1926, 1930
- Schweizer Cup: 1928